# Бонн (залив)
Бонн (англ. Bonne Bay) — залив на западном побережье канадского острова Ньюфаундленд (провинция Ньюфаундленд и Лабрадор).

## География
Залив Бонн расположен у западного побережья острова Ньюфаундленд, примерно в 50 км севернее города Корнер-Брук. Залив состоит из трёх основных частей: открытая часть, соединяющаяся с заливом Святого Лаврентия, и два больших «отростка», вдающихся в сушу — Саут-Арм (South Arm) и Ист-Арм (East Arm). Расстояние от входа в залив до разветвления на Саут-Арм и Ист-Арм составляет около 9,5 км. Берега Саут-Арма и Ист-Арма — крутые и поросшие лесом. От Ист-Арма на север отходит небольшой отросток Дир-Арм (Deer Arm) длиной около 4 км. У северной оконечности Дир-Арма в него впадает ручей Дир-Брук (Deer Brook).
Залив Бонн окружён национальным парком Грос-Морн, территория которого составляет около 1900 км². Немного севернее Ист-Арма находится гора Грос-Морн высотой 806 м, по имени которой был назван национальный парк. Недалеко от Саут-Арма находятся горы Тейбллендс высотой до 700 м. Северное побережье залива Бонн считается южной оконечностью Большого Северного полуострова.
У залива Бонн расположены населённые пункты Роки-Харбор, Норрис-Пойнт, Вуди-Пойнт и другие. В Норрис-Пойнте находится Морская станция залива Бонн (Bonne Bay Marine Station), принадлежащая Мемориальному университету Ньюфаундленда.

## Фауна
В заливе в небольших количествах вылавливают американских омаров, обыкновенных крабов-стригунов, атлантическую треску и американскую палию. Там также водятся большой зимний скат, Amblyraja radiata, атлантическая сельдь, атлантический лосось, азиатская корюшка, гренландская треска, серебристый хек, атлантический томкод, белый хек, трёхиглая колюшка, двухиглая колюшка, Apeltes quadracus, Syngnathus fuscus, Tautogolabrus adspersus, американская бельдюга, Ulvaria subbifurcata, обыкновенный маслюк, Ammodytes americanus, розовый морской окунь, атлантическая волосатка, Myoxocephalus aenaeus, Myoxocephalus octodecemspinosus, европейский керчак, тихоокеанская однопёрая лисичка, Scophthalmus aquosus, желтохвостая лиманда и зимняя камбала.

## Фотогалерея
- Вид от маяка Лобстер-Ков-Хед
- Вид на залив от Норрис-Пойнта
- Вид на Саут-Арм от Вуди-Пойнта
- Вид на Саут-Арм с Тейбллендс